# Ludvík Fridrich II. Schwarzbursko-Rudolstadtský
Ludvík Fridrich II. Schwarzbursko-Rudolstadtský (9. srpna 1767, Rudolstadt – 28. dubna 1807, tamtéž) byl kníže ze Schwarzburgu-Rudolstadtu.

## Život
Narodil se 9. srpna 1767 v Rudolstadtu jako syn prince Fridricha Karla Schwarzbursko-Rudolstadtského a Frederiky Žofie Schwarzbursko-Rudolstadtské.
Roku 1789 se vydal se svým bratrem Karlem Güntherem na studia do Ženevy a další místa.
Dne 21. července 1791 se v Homburgu oženil s princeznou Karolinou Hesensko-Homburskou, s dcerou lankraběte Fridricha V. Hesensko-Homburského. Měli spolu sedm dětí:
- princezna Karolína Augusta (1792–1794)
- princ Fridrich Günther (1793–1867)
  - ⚭ princezna Augusta Anhaltsko-Desavská (1793–1854)
  - ⚭ princezna Helena Anhaltsko-Desavská (1835–1860)
  - Lydia Maria Schultze (1840–1909)
- princezna Thekla (1795–1861)
  - ⚭ kníže Otto Viktor Schönbursko-Waldenburský (1785–1859)
- princezna Karolína (1796)
- princ Albert (1798–1869)
  - ⚭ princezna Augusta Luisa Solmsko-Braunfelská (1804–1865)
- princ Bernhard (1801–1816)
- princ Rudolf (1801–1808)